# Atlantik (Computerspiel)
Atlantik ist ein Open-Source-Computerspiel-Klon des klassischen Brettspiels Monopoly. Es wurde für das KDE-Desktopsystem entworfen.
Die Entwicklung des Spiels begann 1998 damals noch unter dem Namen KMonop und die neueste Version 0.7.5 war in KDE 3.4 von Anfang 2005 enthalten.
Atlantik wurde nach dem Atlantic-City-Monopoly-Brettspiel benannt, wobei, wie damals für KDE-Anwendungen üblich, das c in Atlantic durch ein k ersetzt wurde.
Es kann gegen andere Spieler via LAN oder Internet unter Nutzung eines monopd-Servers gespielt werden. Das Netzwerkspiel erlaubt es den Nutzern, „Räume“ zu erstellen, in denen die meisten Regeln angepasst werden können. Spieler können diese Räume betreten, um gegen andere Spieler Atlantik zu spielen.
Eine Besonderheit von Atlantik ist, dass die Karte, auf der gespielt wird, mit dem Programm Atlantikdesigner selbst gestaltet werden kann.